# Майкопская и Адыгейская епархия
Майкопская и Адыгейская епархия — епархия Русской православной Церкви, объединяющая приходы и монастыри в пределах Адыгеи, а также де-факто Абхазии.
Епархиальный центр — город Майкоп.

## История
Впервые христианское вероучение в западной части Северного Кавказа появилось ещё в I веке благодаря трудам Андрея Первозванного и Симона Кананита.

### Древние времена
По церковному преданию святой апостол Андрей Первозванный в 40 году от Рождества Христова проповедовал христианство среди горских народов: алан, абазгов и зихов. Здесь же проповедовал и апостол Симон Кананит, могила которого, согласно церковному преданию, находится в городе Никопсисе (ныне посёлок Новомихайловский Краснодарского края или город Новый Афон в Абхазии). В начале I века н. э. они проповедовали в Мингрелии и на территории Кубани у причерноморских зихов и боспорян. Более того, согласно легендам, большинство нартов были христиане. Всего с проповедью на Кавказе побывали пять святых апостолов: Андрей Первозванный, Матфей, Иуда-Фаддей (прозванный Левием), Варфоломей и апостол от семидесяти Фаддей.
В первые века н. э. западнокавказские племена имели тесные торговые связи с Боспором, Византией, Иберией, Албанией. С VII века через Северный Кавказ проходил один из маршрутов «Великого шёлкового пути». В эпоху императора Юстиниана (525—527) позиции Византии на Северном Кавказе ещё более усилились: в частности, её провинцией стало бывшее Боспорское царство. Именно к этому времени относится начало обращения предков адыгов в христианство и появление на Кавказе греческих миссионеров. Византия прилагала большие усилия для распространения христианства на северо-западе Кавказа. Христианские священники — «шогени» («шеуджен») и епископы («шехник»), упоминаемые во многих адыгских сказаниях, — принимали меры к распространению христианства греческого обряда.

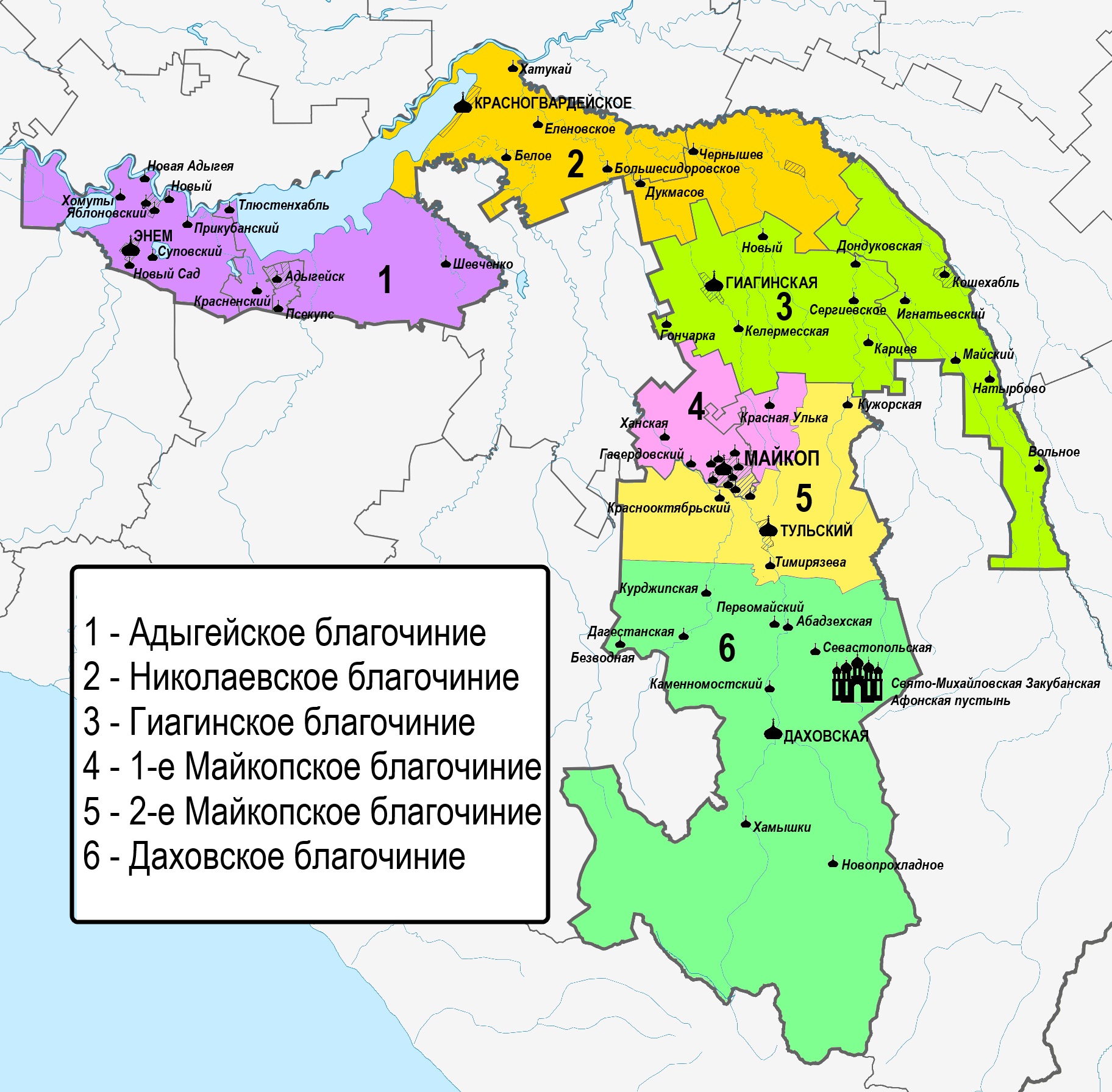
Майкопско-Адыгейская епархия

Сюда был сослан святитель Иоанн Златоуст, который в 407 году в городе Команы недалеко от Сухума обрёл свою блаженную кончину. Территория, занятая зихами, в духовном отношении подчинялась 4 епархиям, епископы которых назначались в Константинополе. В Зихии эти епархиальные центры находились в Фанагории, Метрахе (Таматарха), и Никопсисе. В документах Цареградского собора 518 года стоит подпись епископа Фанагорийского Иоанна, а в материалах Константинопольского собора встречается имя Зихийского епископа Дамиана. Большое влияние на процесс христианизации Северного Кавказа в этот период начинает оказывать Грузия, которой удалось в церковном отношении подчинить зихов. VI Вселенский Собор подчинил Грузинскому Патриаршему Престолу территории на северо-западе Кавказа. В уставе императора Льва Мудрого (849—911) говорится о существовании Таматархской и Никопсийской архиепископий и упоминается Аланская митрополия. Вскоре греческое влияние на Северном Кавказе сменилось влиянием Русской Православной Церкви, просветительская деятельность которой началась сразу после крещения Руси. К концу X века греки уступили своё влияние в этом регионе русским. Князь Мстислав Храбрый в 1022 году соорудил здесь храм во имя Пресвятой Богородицы, в память о победе над касожским князем Редедей. Вместе с основанием Тмутараканского княжества на Северном Кавказе возникла первая русская епархия, просуществовавшая около ста лет. Сюда в 1008 году был назначен первый русский епископ Николай. Преподобный Никон, будущий игумен Киево-Печерской обители, в Тмутаракани основал монастырь, в котором провёл 10 лет своей жизни. Среди кавказских народов христианство было более всего распространено у аланов. Аланская митрополия занимала 61-е место в составе Константинопольского Патриархата вслед за русским митрополитом. Известно, что Максим Исповедник находился в заточении в аланской крепости Схимамр, нынешней Хумар. Приход в XIII веке монголов потряс Аланскую державу и привёл к упразднению Аланской митрополии. В то же время на Северном Кавказе возросла роль Зихийско-Матрахской епархии, возведённой в ранг митрополии. В XIII веке на Северном Кавказе появились генуэзцы, исповедовавшие католичество. В 1346 году здесь была организована Зихийская католическая епархия и назначается епископ — францисканец Иоанн. Однако успехи католиков среди местного населения были незначительны. Говоря об этом периоде, Шильтбергер писал: «Земля черкесов населена христианами, исповедующими греческую веру». Ещё в 1396 году митрополит Зихийско-Матрахский Иосиф имел свою резиденцию в Матрахе (Тамани). С приходом на Кавказ турок в XV веке среди кавказских народов силой насаждалось мусульманство. С укреплением Русского государства в Москву неоднократно являлись послы адыгов-черкесов с просьбой о помощи. Они высказывали желание восстановить в своем народе христианство, но трагические события смутного времени в Русском государстве помешали оказать помощь горским народам.

### XVII—XVIII века
В 1602 году была основана Астраханская епархия, долгое время распространявшая свою юрисдикцию на приходы Северного Кавказа. Первый Астраханский епископ Феодосий имел титул «Астраханский и Терский» по имени двух главных городов епархии. С середины XVII века Терки является главным центром православия на Северном Кавказе. В 1664 году здесь было уже два храма и монастырь. По указу Петра I в 1723 году в титул астраханских преосвященных вносится наименование «Ставропольский». В 1745 году в Кизляре создается Осетинская духовная комиссия, положившая начало миссионерской деятельности среди кавказских народов. В 1703 году была организована Моздокско-Маджарская викарная епархия и одновременно упразднена Осетинская духовная комиссия. Выбор Святейшего Синода пал на архимандрита Гайя (Бараташвили — Токаева), который был посвящён в сан епископа. В 1799 году эта епархия была упразднена по причине малочисленности церквей, как сказано в докладе Святейшего Синода. К этому времени Моздокская епархия состояла из 75 церквей и 73 молитвенных домов, в её штате было 160 священников. С 1792 года черноморские казаки переселяются на Кубань. Их духовное окормление поручается епископу Феодосийскому и Мариупольскому Иову (1794 год).

### XIX век
В 1799 года Кубань посетил новый епископ Феодосийский Христофор. А в 1824 года состоялось открытие духовное училища в Ставрополе. В 1829 году была образована Донская епархия. Первый епископ Афанасий получил титул «Новочеркасского и Георгиевского». Все православные приходы Северного Кавказа стали входить в подчинение Донской епархии.
4 апреля 1842 года учреждается новая епархия, именуемая Кавказской и Черноморской, кафедральным городом которой определяется Ставрополь. Первым епископом Кавказским стал епископ Иеремия (Соловьёв, 1843—1849), отличавшийся глубокой богословской образованностью и подвижнической жизнью. Для развития богословского образования 20 июля 1846 года была учреждена Ставропольская духовная семинария. За неполные 7 лет, в течение которых епископ Иеремия стоял во главе Ставропольской епархии, она достигла большого развития, и все последующие дореволюционные архипастыри Кавказские шли по пути, проторённому епископом Иеремией. С 1863 года происходит изменение титула Кавказского епископа на «Кавказский и Екатеринодарский».
У адыгов остатки христианства сохранялись вплоть до окончания Кавказской войны, оставив свой след в некоторых обрядах и современной лексике, например в названиях дней недели: среда — «бэрэскъэжъый», пятница — «бэрэскэшхъу», происходя от имени Параскевы Пятницы и воскресенье — «тхъаумафэ», или «божий день». Из грузинского языка в адыгейский язык попало слово «джорэ» (от «джвари») — крест.
В 1885 года Кавказская епархия разделяется на Ставропольскую, Владикавказскую и Сухумскую епархии (в последнюю были переданы приходы от Анапы до Сочи). Первым епископом Ставропольским и Екатеринодарским стал епископ Владимир (Петров, 1886—1889). В это время происходит бурный рост числа приходов, монастырей и духовных училищ епархии.
В 1887 году в юрте станицы Каменномостской было выделено 350 десятин земли для создания монастыря — Свято-Михайловской Афонской Закубанской пустыни.

### XX—XXI века
К началу XX века Кавказская епархия насчитывала 425 церквей, из которых 113 находились в Ставропольской губернии, 220 — в Кубанской области, 77 — в Терской области, 15 — в Черноморском округе. Учитывая трудности в управлении обширной епархией, Святейший Синод в 1907 году открыл Ейское викариатство, назначив туда епископа Иоанна (Левицкого).

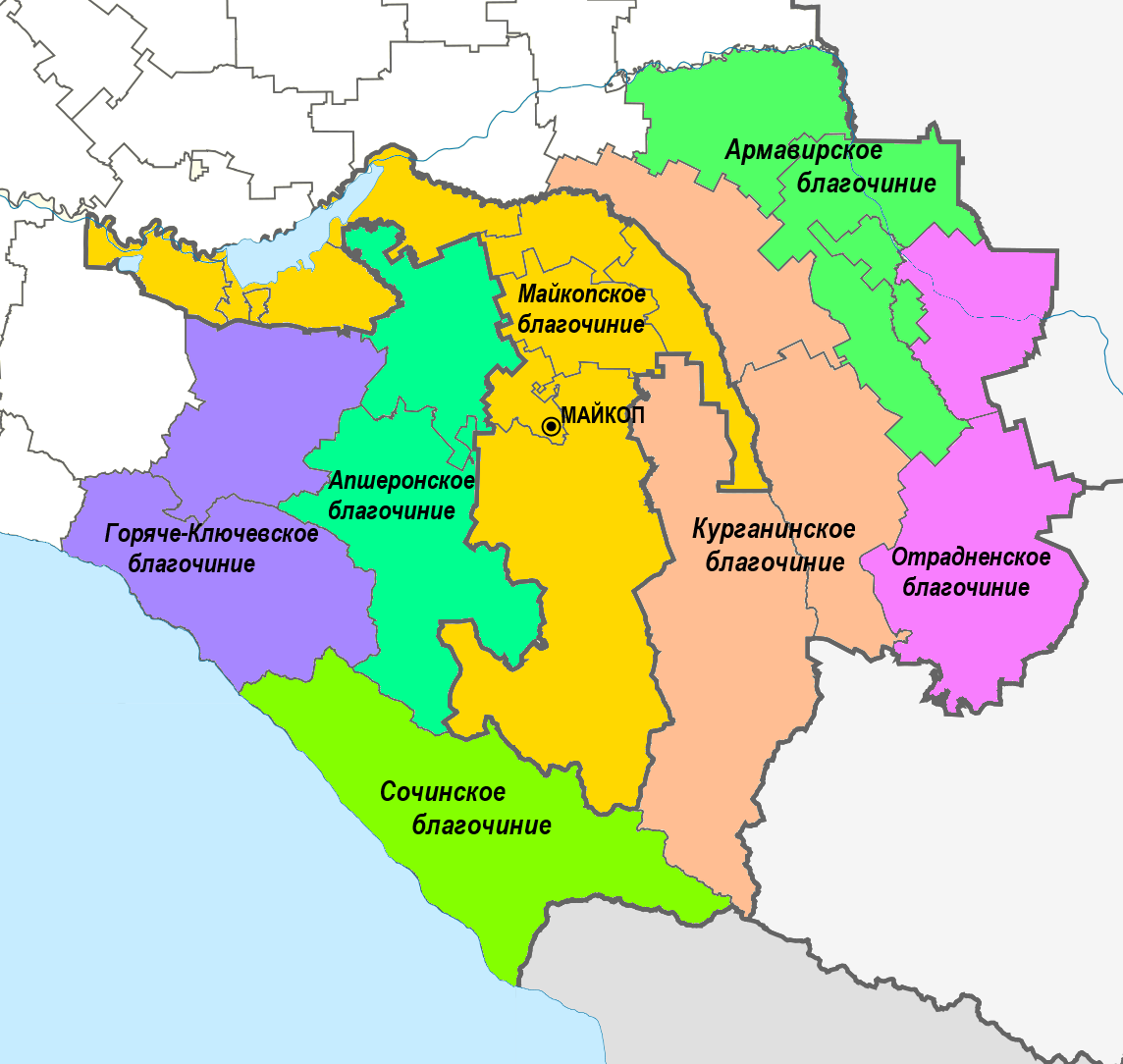
Майкопско-Армавирская епархия (1994—2000)

В 1919 году уже во время гражданской войны в Ставрополе проходит церковный собор, одним из решений которого было образование Екатеринодарской епархии. В период революционных потрясений и в годы советской власти Православная Церковь на Северном Кавказе находилась в тяжёлом положении. В 1920 году земли Свято-Михайловского монастыря были конфискованы, а в 1926 году на территории обители начал работать дом отдыха ГПУ. В 1928 году монастырь был закрыт окончательно.
В конце 1920-х — 1930-х годах большинство храмов на территории современной епархии было закрыто. В 1970-80-х годах действовали храмы только в Майкопе, Натырбово и Гиагинской.
28 марта 1991 года в границах Адыгейской автономной области было создано Майкопское благочиние Краснодарской епархии с центром в Майкопе. Современная православная епархия в Адыгее учреждена решением Священного Синода от 26 февраля 1994 как «Майкопская и Армавирская». Ей были подчинены приходы РПЦ в Адыгее и южной части Краснодарского края, а 5 октября 1994 года 4 прихода РПЦ в Армении. В новую епархию вошло 72 прихода. С июля 1995 года Преосвященным Майкопским и Армавирским назначен епископ Филарет (Карагодин) (1995—2000). В 1996 года состоялось важное событие в жизни епархии — Адыгею посетил Патриарх Московский и Всея Руси Алексий II. За время существования Майкопско-Армавирской епархии число приходов неуклонно росло. На декабрь 1998 года Майкопско-Армавирская епархия насчитывала 111 приходов, которые были разделены на 7 благочиний.
Решением Синода от 28 декабря 2000 года приходы епархии на территории Краснодарского края были переданы «в архипастырское окормление архиепископа Краснодарского и Новороссийского Исидора»; епархия была ограничена только приходами на территории Адыгеи.
12 апреля 2001 года часть монастырских строений бывшего Свято-Михайловского монастыря были переданы Русской православной церкви. В сентябре 2001 года настоятелем монастыря назначен иеромонах Мартирий (Пянтин). Монастырь возобновил свою деятельность. С начала 2000-х годов в ведении Майкопской епархии РПЦ состоят де-факто православные клирики Абхазии.
Решением Священного Синода от 27 мая 2009 года правящим архиереем Майкопской и Адыгейской епархии назначен епископ Ейский Тихон (Лобковский), викарий Екатеринодарской епархии.

## Епископы
Майкопское викариатство Кубанской епархии
- Варлаам (Лазаренко) (осень 1925 — 1927)

Майкопская и Армавирская епархия
- Александр (Тимофеев) (26 февраля 1994 — 17 июля 1995)
- Филарет (Карагодин) (17 июля 1995 — 28 декабря 2000)

Майкопская и Адыгейская епархия
- Пантелеимон (Кутовой) (28 декабря 2000 — 27 мая 2009)
- Тихон (Лобковский) (с 27 мая 2009)

## Благочиния
Епархия разделена на 9 церковных округов (по состоянию на октябрь 2022 года):
- 1-е Майкопское благочиние
- 2-е Майкопское благочиние
- Адыгейское благочиние
- Гиагинское благочиние
- Даховское благочиние
- Николаевское благочиние
- Яблоновское благочиние
- Монастырское благочиние
- Тюремное благочиние

## Храмы
Адыгейское благочиние
- Святого Серафима Саровского — п. Энем
- Святого Георгия Победоносца — г. Адыгейск
- Святителя Николая — п. Красненский
- Святого Пантелеимона Целителя — п. Новый
- Святого Георгия Победоносца — х. Новый Сад
- Святого Игнатия Брянчанинова — а. Новая Адыгея
- Блаженной Ксении Петербургской — п. Прикубанский
- Иконы Божией Матери «Ахтырская» — х. Псекупс
- Иконы Божией Матери «Всех Скорбящих Радость» — х.Суповский
- Иконы Божией Матери «Скоропослушница» — п. Тлюстенхабль
- Святого Стефана Первомученика — п. Хомуты
- Сорока Мучеников Севастийских — х. Шевченко
- Новомучеников и Исповедников в земле Российской просиявших — п. Яблоновский
- Святого Сергия Радонежского — п. Яблоновский

Гиагинское благочиние
- Святых Петра и Павла — с. Вольное
- Святого Михаила Архангела — ст. Гиагинская
- Иконы Божией Матери «Смоленская» — п. Гончарка
- Святого Ильи Пророка — ст. Дондуковская
- Святителя Игнатия Брянчанинова — х. Игнатьевский
- Покрова Божией Матери — ст. Келермесская
- Животворящего Креста Господня — х. Карцев
- Святых Константина и Елены — а.Кошехабль
- Иконы Божией Матери «Знамение» — п. Майский
- Покрова Божией Матери — с. Сергиевское
- Иконы Божией Матери «Иверская» — п. Новый
- Покрова Божией Матери — с. Натырбово

Даховское благочиние
- Святого Георгия Победоносца — ст. Даховская
- Покрова Божией Матери — ст. Абадзехская
- Успения Божией Матери — ст. Безводная
- Рождества Богородицы — ст. Дагестанская
- Святого Михаила Архангела — ст. Курджипская
- Святого Димитрия Солунского — п. Каменномостский
- Воздвижения Креста Господня — п. Первомайский
- Рождества Богородицы — ст. Севастопольская

1-е Майкопское благочиние
- Свято-Троицкий кафедральный собор (Майкоп)[пол.] — г. Майкоп
- Успенский собор — г. Майкоп
- Святого Михаила Архангела — г. Майкоп
- Воскресения Господня — г. Майкоп
- Иконы Божией Матери «Державная» — г. Майкоп
- Святителя Николая — г. Майкоп
- Святого Сергия Радонежского — г. Майкоп
- Успения Божией Матери — х. Гавердовский
- Похвалы Пресвятой Богородицы — х. Красная Улька
- Святого Александра Невского — п. Краснооктябрьский
- Святого Спиридона Тримифунтского — п. Родниковый
- Покрова Божией Матери — ст. Ханская

2-е Майкопское благочиние
- Святителя Николая — п. Тульский
- Святого Георгия Победоносца — г. Майкоп
- Святой Тамары — г. Майкоп
- Иконы Божией Матери «Казанская» — г. Майкоп
- Иконы Божией Матери «Казанская» — ст.Кужорская
- Святого Пантелеимона Целителя — п. Тимирязева

Николаевское благочиние
- Святителя Николая — с. Красногвардейское
- Святого Трифона — с. Большесидоровское
- Святого Пантелеимона Целителя — х. Дукмасов
- Святых Константина и Елены — с.Еленовское
- Иконы Божией Матери «Скоропослушница» — а.Хатукай
- Иконы Божией Матери «Неопалимыя Купина» — х. Чернышев
- Покрова Божией Матери — с. Белое

## Монастыри
- Свято-Михайловская Афонская Закубанская мужская общежительная пустыньХрамы — подворья монастыря:
  - Святителя Николая в селе Береговом
  - Святого Иоанна Крестителя в селе Новопрохладное
  - Святых Гурия, Самона, Авива в селе Хамышки
  - Святого князя Владимира в селе Усть-Сахрай
- Женский монастырь во имя Иверской иконы Божией Матери в Майкопе